# بورتا (میرجاوه)
بورتا یک روستا در ایران است که در شهرستان میرجاوه در استان سیستان و بلوچستان واقع شده‌است. بورتا ۱۳۲ نفر جمعیت دارد.

## جمعیت
این روستا در دهستان تمین قرار دارد و براساس سرشماری مرکز آمار ایران در سال ۱۳۸۵، جمعیت آن ۱۳۲ نفر (۲۳ خانوار) بوده‌است.